# گروجونتس
گروجونتس () (به لهستانی: Grudziądz) (به آلمانی: Graudenz) (به لاتین: Graudensis) یکی از شهرهای شمالی لهستان است که در سواحل رودخانهٔ ویستولا واقع شده‌است.
جمعیت این شهر در سال ۲۰۰۷ بالغ بر ۹۹٬۰۹۰ نفر بوده‌است.

## نگارخانه

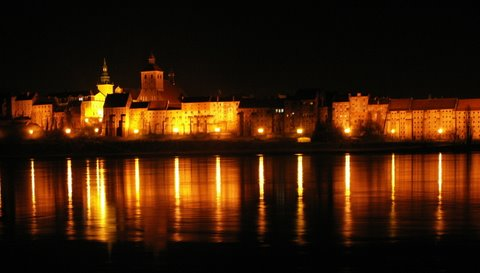
Night-time landscape
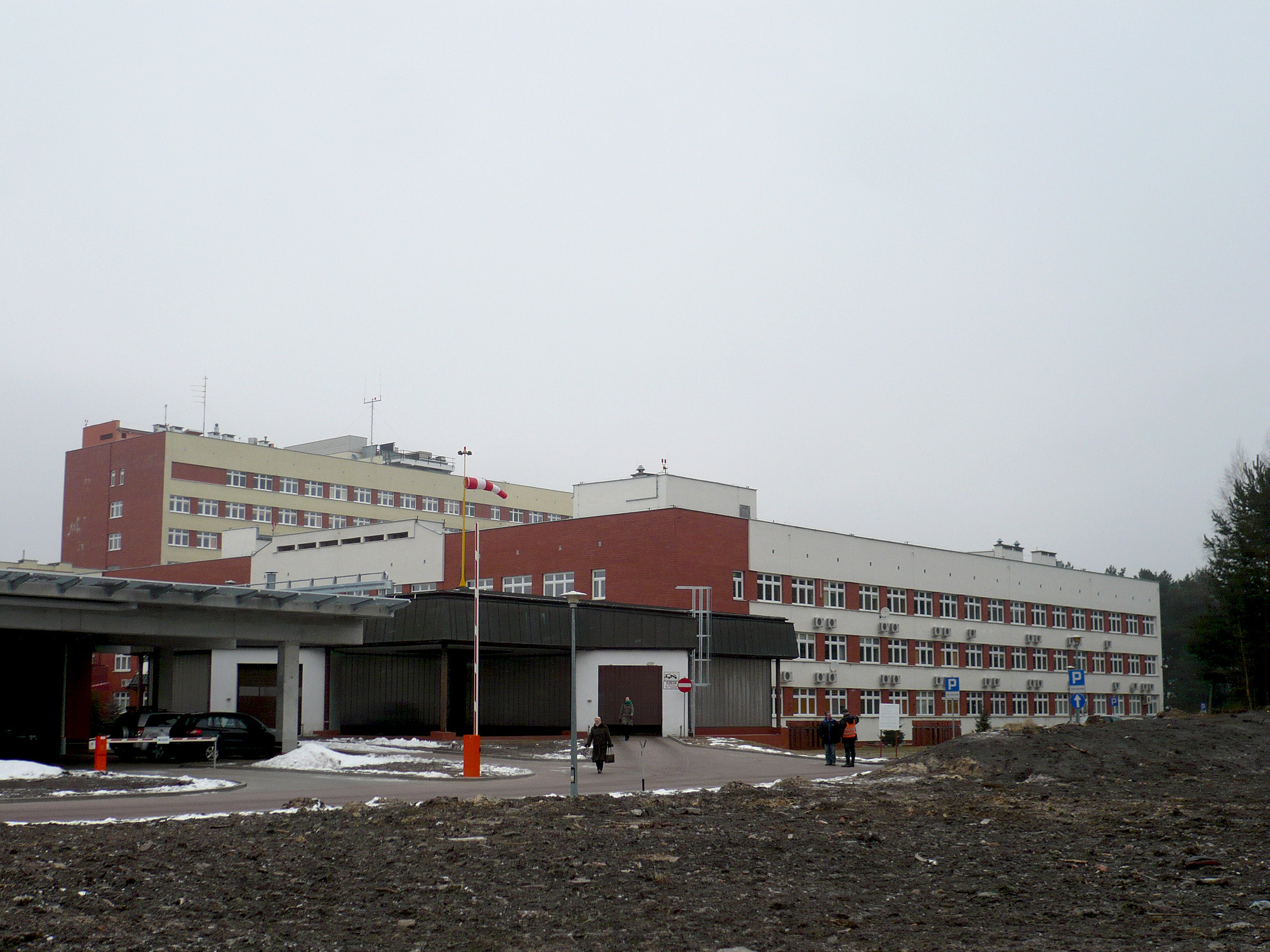
Hospital
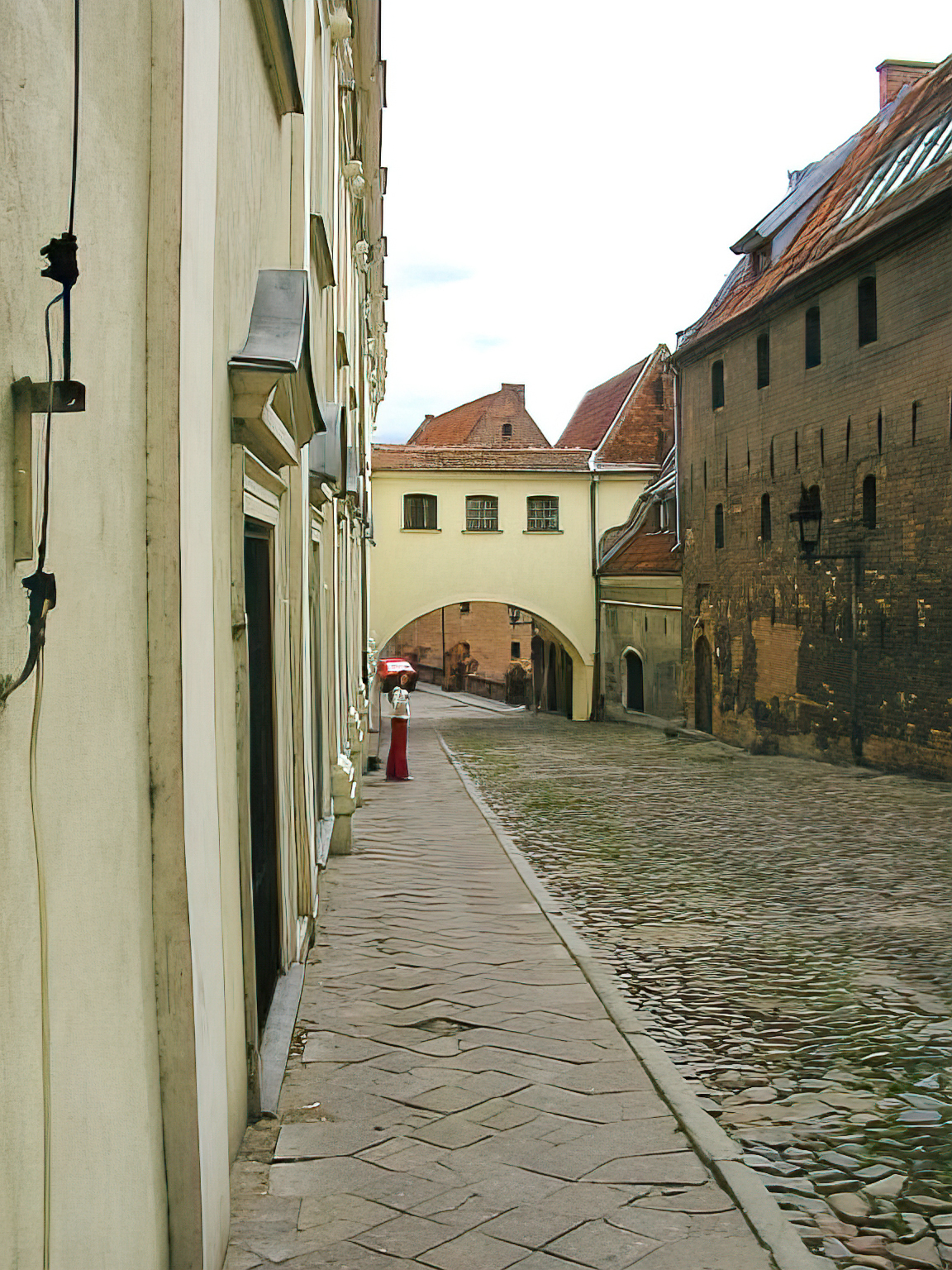
Spichrzowa Street
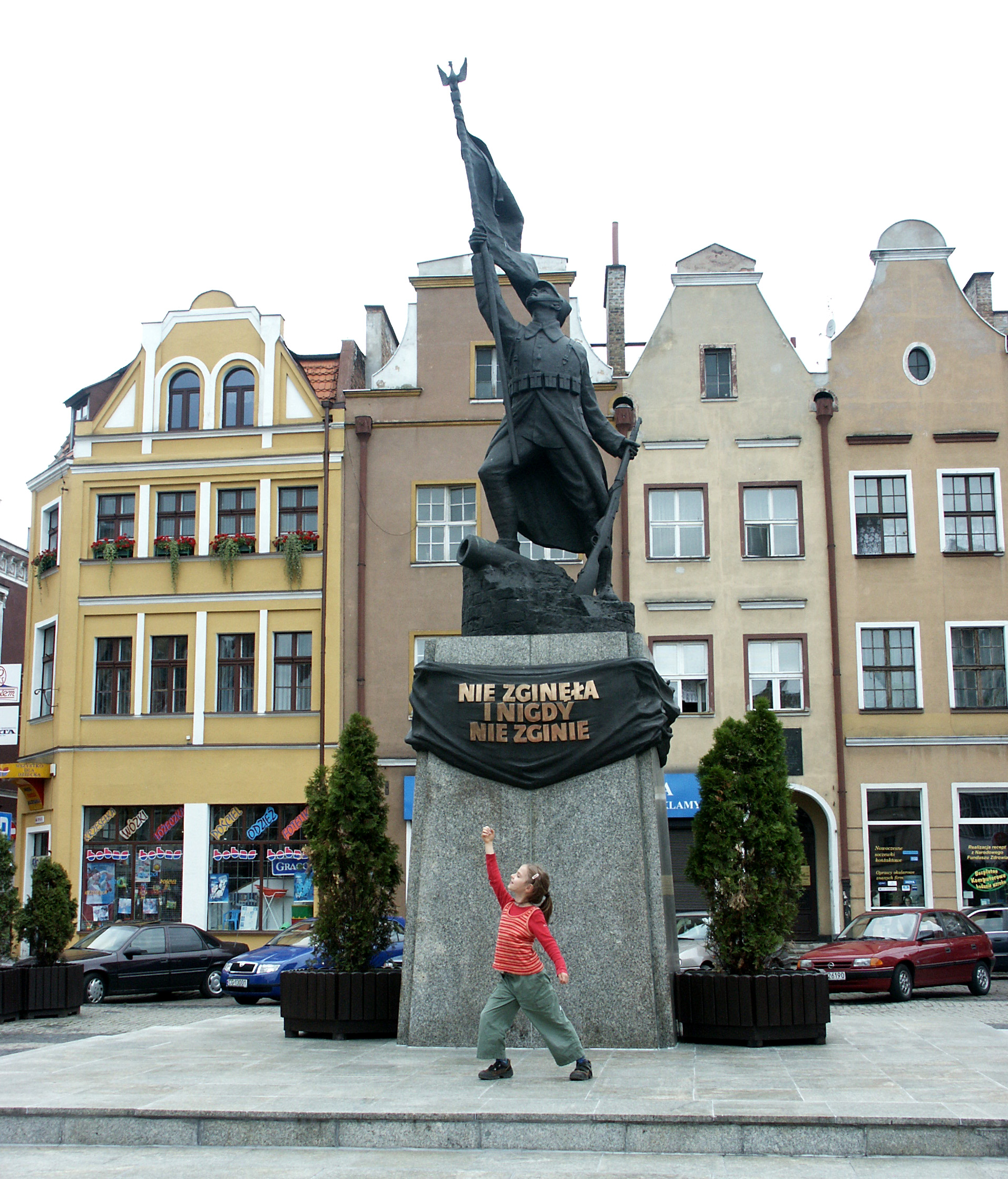
Memorial to a Polish soldier in the main square
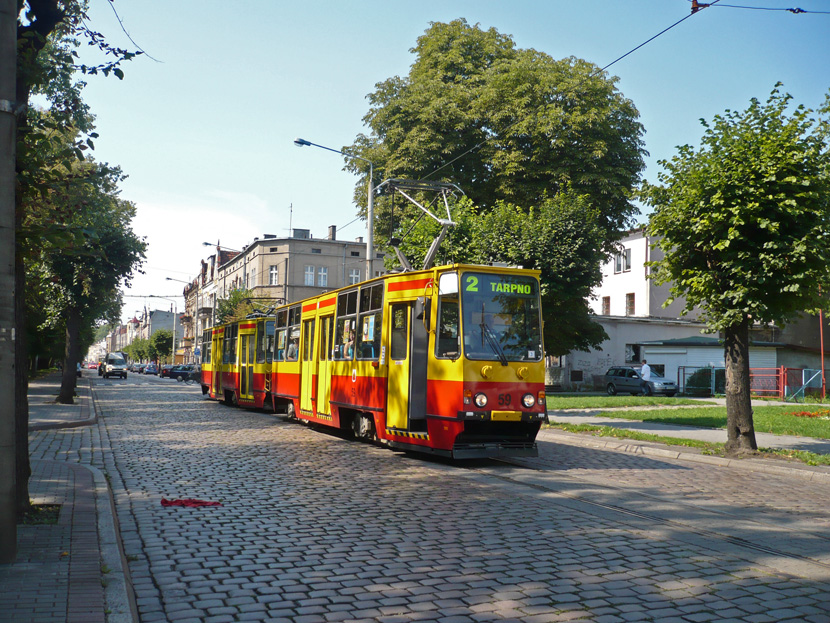
Tram at Legionów street
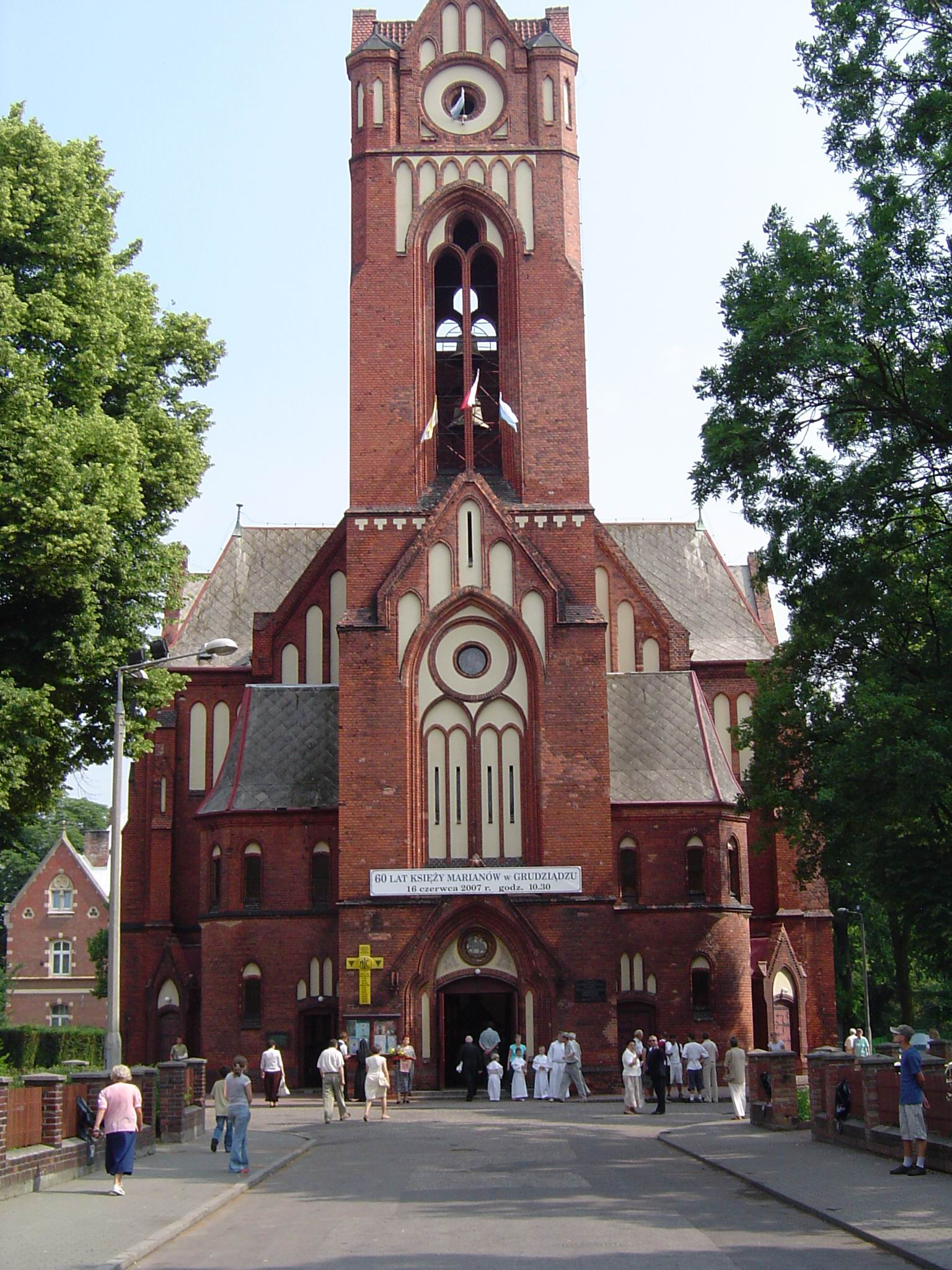
St. Mary's Church
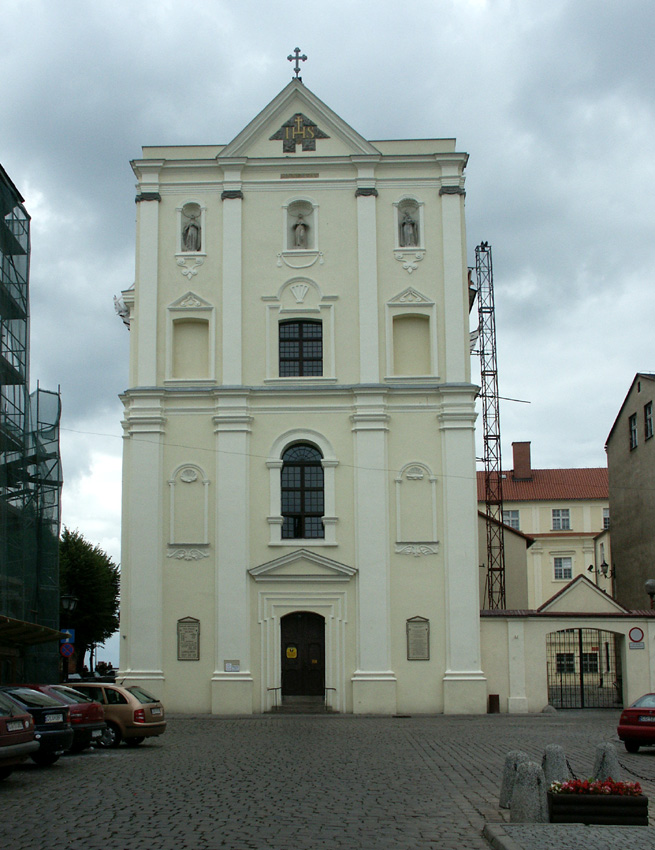
Church of St. Francis Xavier
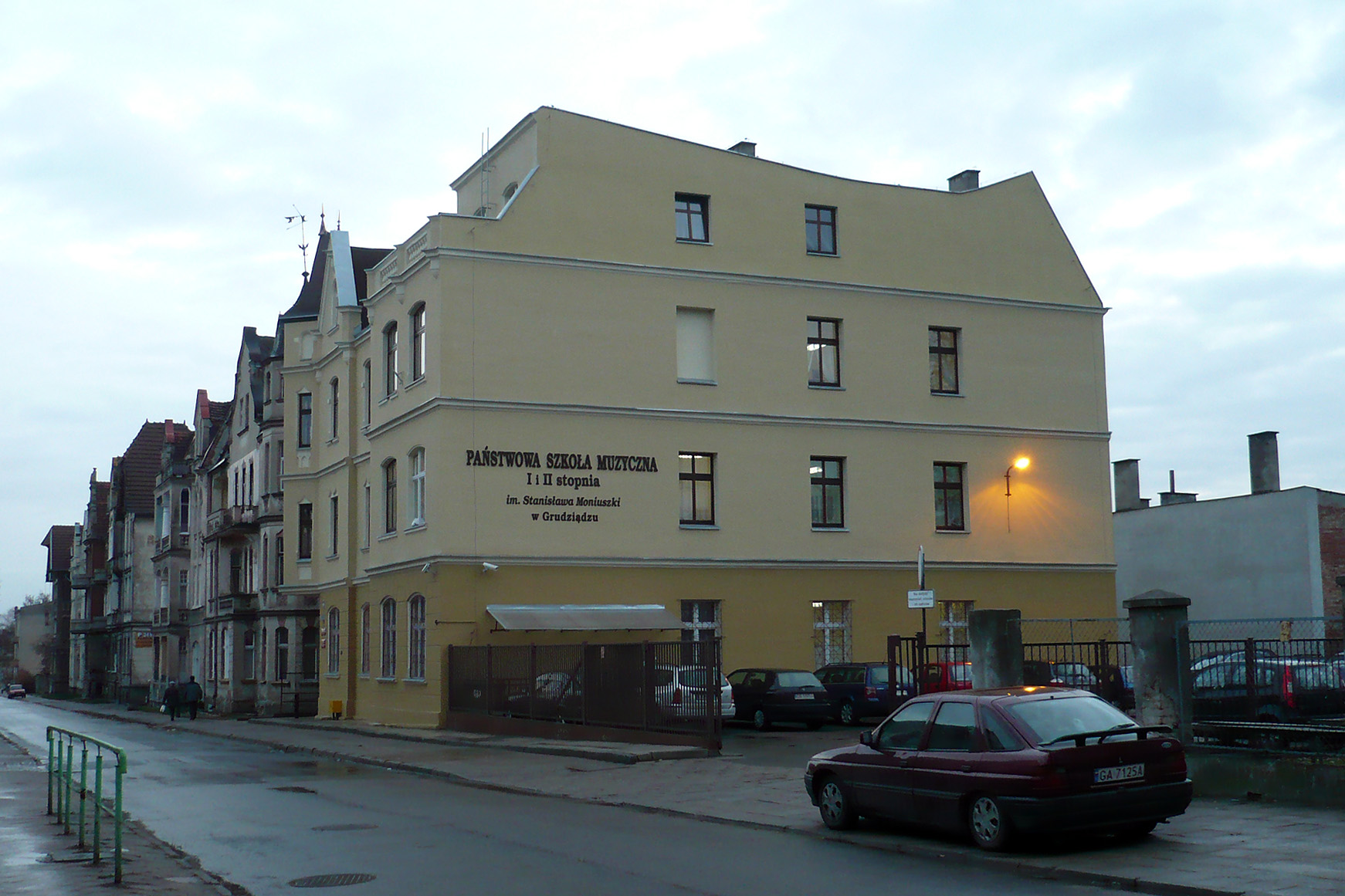
Music School
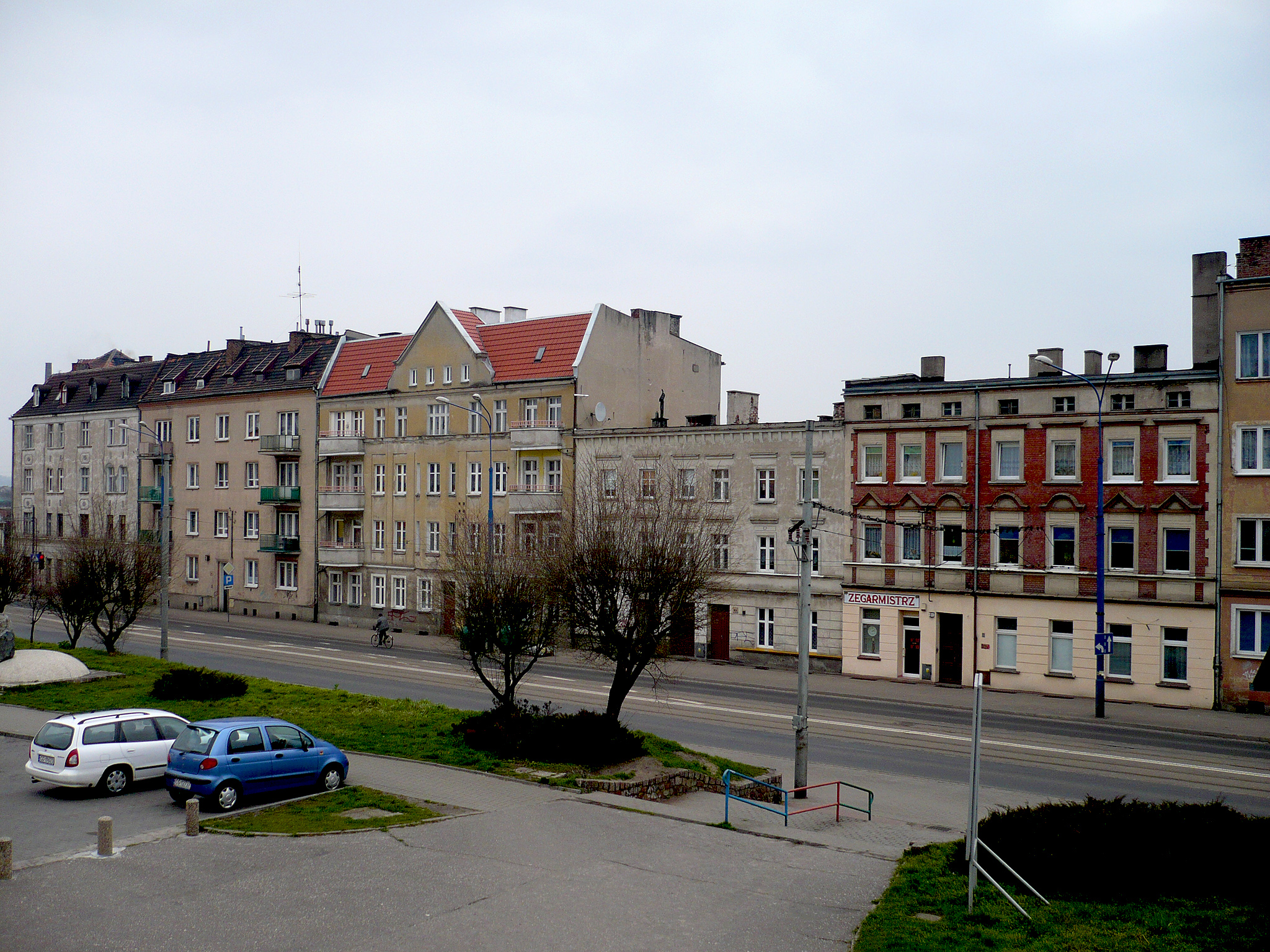
Chełmińska street
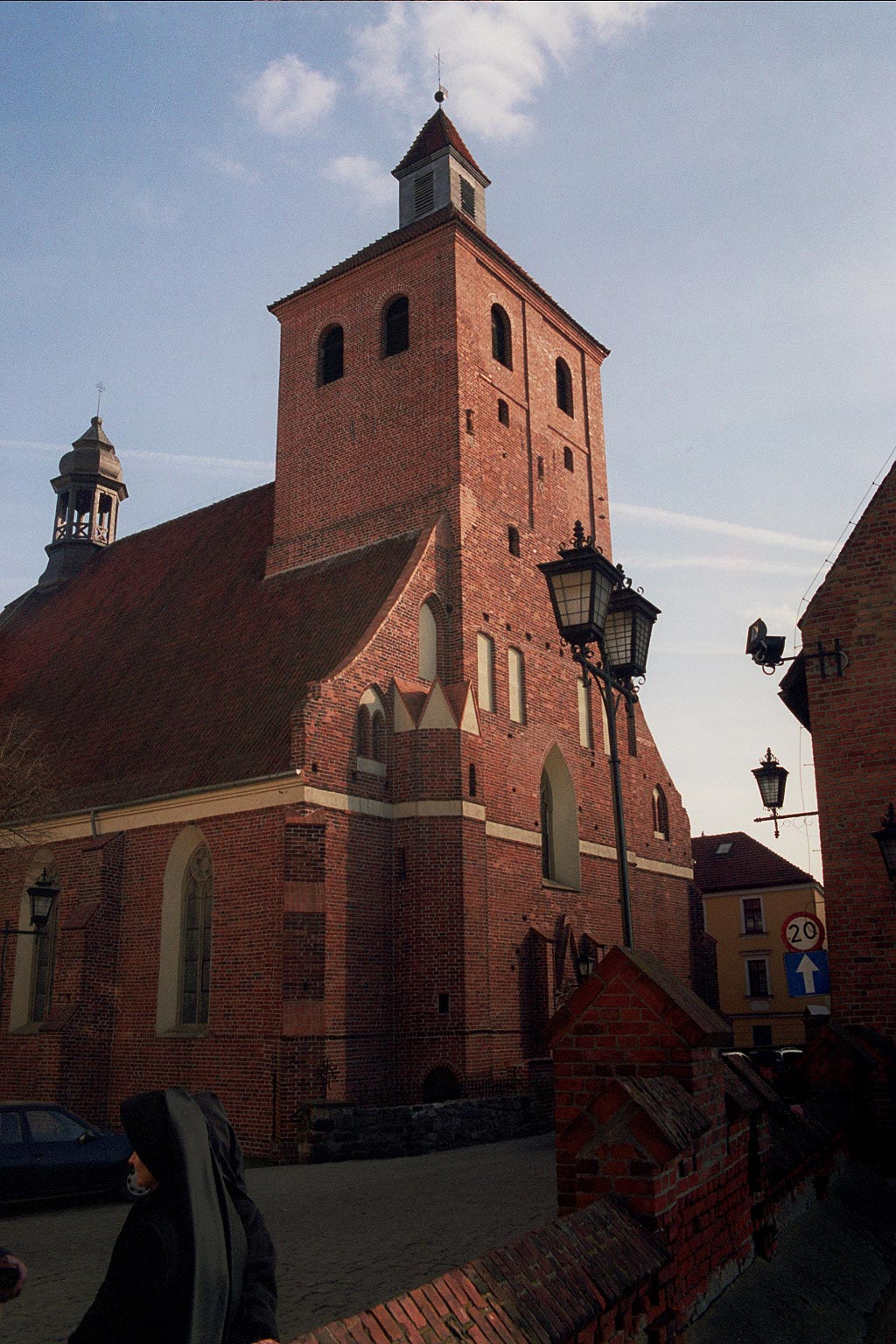
St. Mikołaj (Nicholas) church
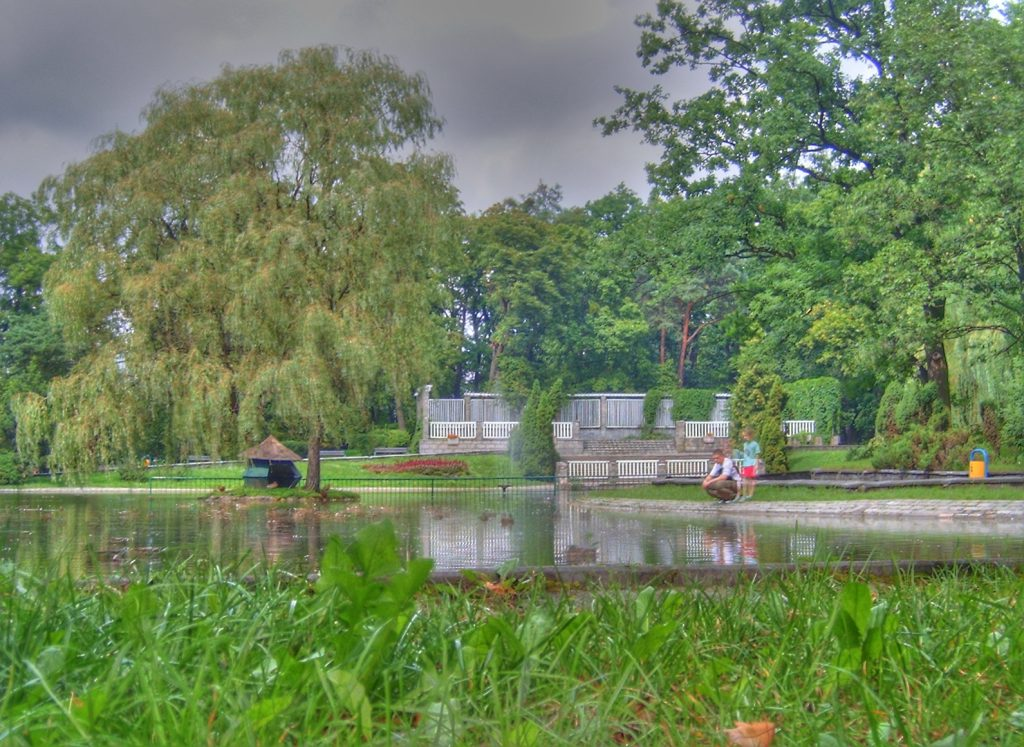
Miejski Park